# Tiefziehen

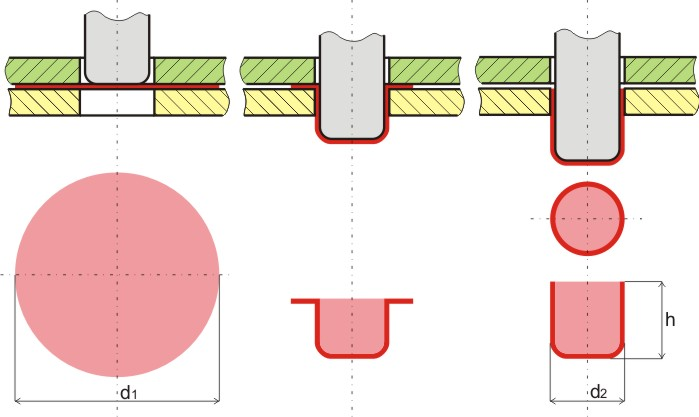
Prinzip des Tiefziehens von einem runden, ebenen Blech (rot) ausgehend

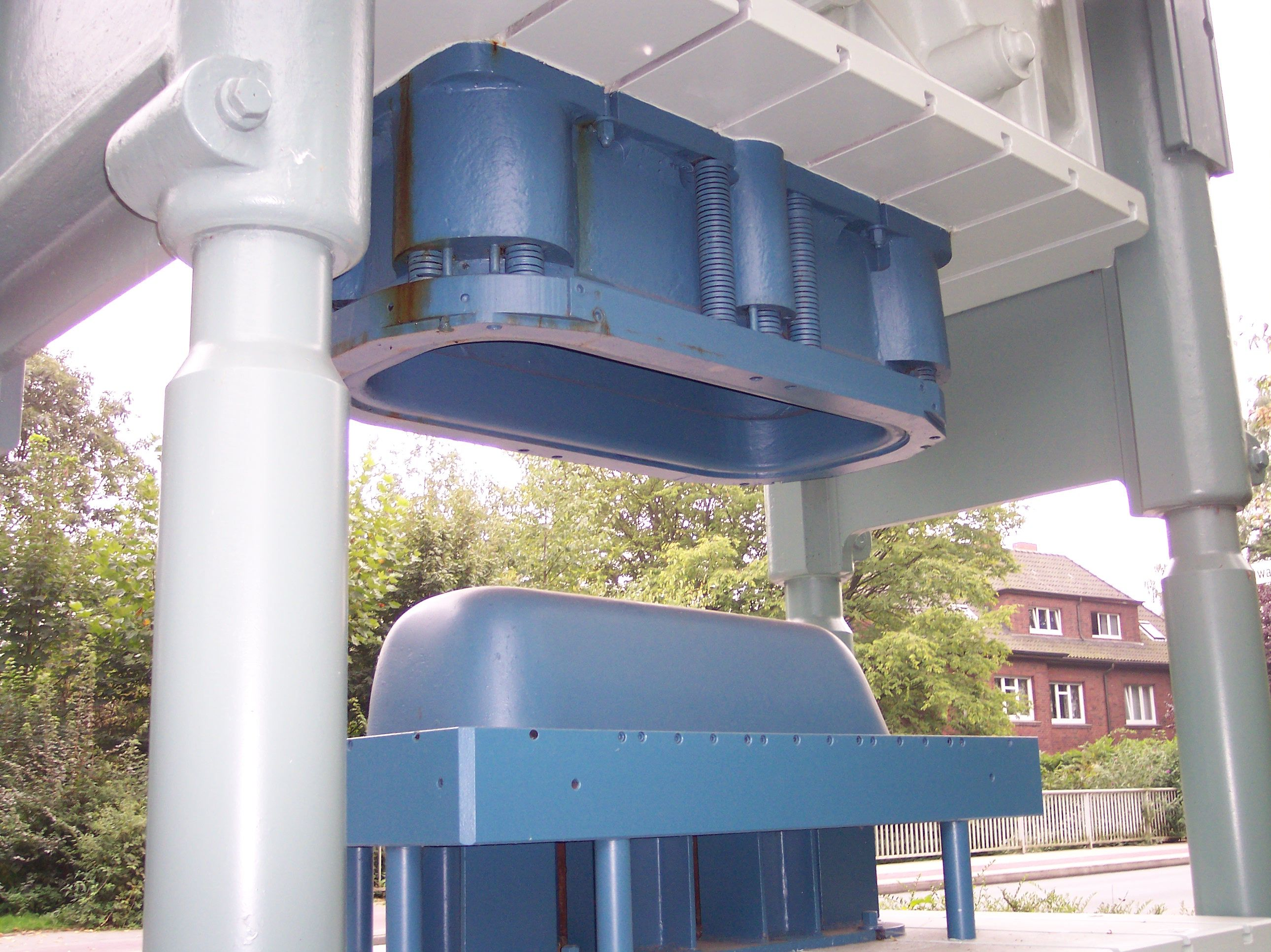
Eine alte Tiefziehpresse für das Herstellen von Badewannen

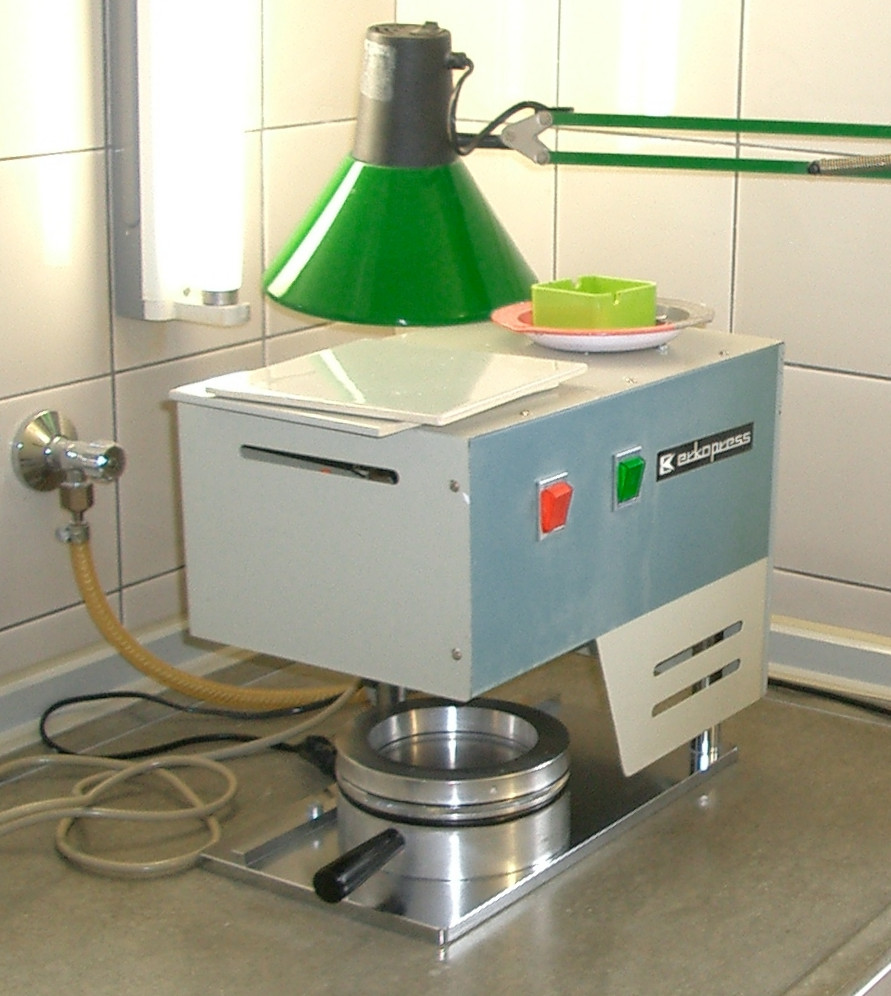
Tiefziehgerät in der Zahntechnik

Tiefziehen ist nach DIN 8584 das Zugdruckumformen eines Blechzuschnitts (auch Ronde, Folie, Platte, Tafel oder Platine genannt) in einen einseitig offenen Hohlkörper. Oft werden mehrere Verfahrensschritte hintereinander durchgeführt, bei denen etwa ein vorgezogener Hohlkörper in eine hohle Form mit geringerem Querschnitt gezogen wird. Beim Tiefziehen ist in der Regel eine Veränderung der Blechdicke nicht erwünscht. 
Das Tiefziehen zählt zu den bedeutendsten Blechumformverfahren und wird sowohl in der Massenfertigung als auch in Kleinserien eingesetzt, wie beispielsweise in der Verpackungs- und Automobilindustrie, für Hochdruck-Gaskapseln sowie im Flugzeugbau.
Thermoformen bei Kunststoffen wird umgangssprachlich oft Tiefziehen genannt, kann jedoch nicht mit dem Tiefziehen von Metallen verglichen werden. Beim eigentlichen Tiefziehen rutscht das Material in die Form nach, eine Wanddickenänderung ist nicht vorgesehen. Wanddickenänderungen werden durch das Abstrecktiefziehen vorgenommen. Der Boden des fertigen Werkstücks ist dann dicker als die Wand, da der zuerst tiefgezogene Napf anschließend durch Abstreckringe gezogen wird (Beispiel: Herstellung von Getränkedosen).
Das Tiefziehen lässt sich in drei Bereiche unterteilen:
- Tiefziehen mit Formwerkzeugen (Ziehring, Stempel und Blechhalter)
- Tiefziehen mit Wirkmedien (Gase, Flüssigkeiten)
- Tiefziehen mit Wirkenergie (z. B. Magnetumformung, Hochgeschwindigkeitsumformen)

## Tiefziehen mit Werkzeugen

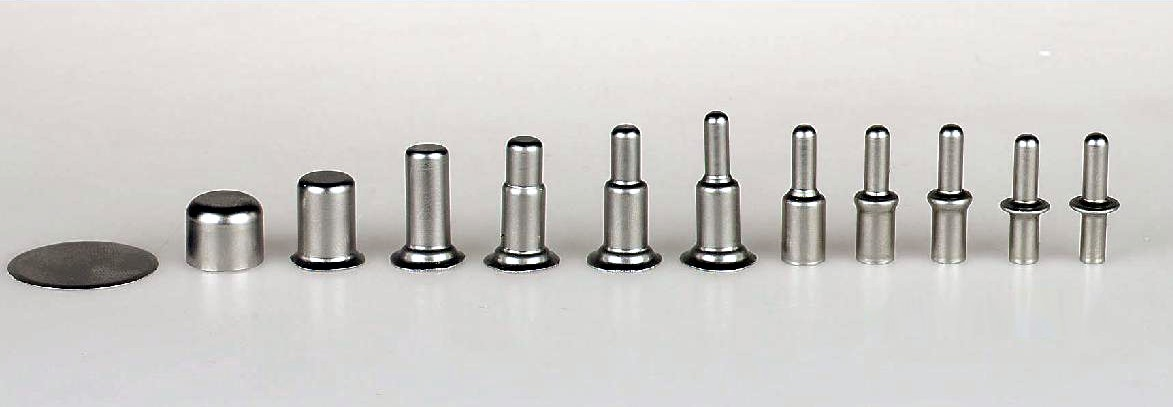
Eine Reihe verschiedener Arbeitsschritte, welche die Werkstücke nacheinander durchlaufen. Zwischen den vier rechts abgebildeten Schritten wird das Werkstück nicht tiefgezogen, sondern verjüngt.

Das klassische Verfahren ist das Tiefziehen mit starren Werkzeugen in der Presse. 
Die Presskraft drückt den Prägestempel auf den späteren Boden des zu fertigenden Tiefziehteiles. Durch die fortlaufende Bewegung des Stempels wird der Blechzuschnitt durch den Ziehring (auch Matrize genannt) gedrückt. Der Stempel ist dabei vom sogenannten Niederhalter umgeben, der zum Rand des Ziehrings nur gerade so viel Abstand hält, dass das Blech zwar nachrutschen, aber keine Falten bilden kann. Es werden auch Ziehleisten und Ziehwülste / Ziehsicken verwendet, um die Wirkung des Niederhalters zu verbessern.
Die Kanten von Stempel und Ziehring müssen abgerundet sein, um ein Fließen des Blechs über die Kante zu erlauben. Anderenfalls würde das Blech reißen. Falls die Rundungen zu groß sind, kann das Blech jedoch am Ende des Zuges unter Umständen nicht mehr vom Niederhalter geführt werden.
Die Presskraft wird vom Stempel über die Bodenrundung und das Seitenteil (Flansch) in den eigentlichen Umformbereich (Bereich zwischen Ziehring und Niederhalter) geleitet. Die Umformung erfolgt durch radiale Zugspannung und dadurch bewirkte tangentiale Druckspannungen. Durch die Druckspannungen erfolgt eine Durchmesserreduzierung im Randbereich, etwa bei einer Ronde (rundes Blech). Durch die Zugspannungen im Umformbereich wird jedoch eine Blechverdickung vermieden. Der Niederhalter verhindert dabei eine Faltenbildung durch Aufstauchen.
Verfahrensprinzip des Tiefziehens: Das Blech ist rot dargestellt, die Matrize hellgrau, der Niederhalter dunkelgrau und der Stempel blau. Zunächst fährt der Niederhalter herunter, dann der Stempel.  (Durch Klick auf das blaue Dreieck kann die Bilderfolge betrachtet werden.)
Wenn die endgültige Ziehtiefe durch einen einzigen Zug nicht erreicht werden kann, so wird in mehreren Stufen gezogen.

## Tiefziehen mit Wirkmedien
Beim hydromechanischen Tiefziehen ersetzt ein druckreguliertes Wasserkissen die Matrize. Der absinkende Stempel des Werkzeugoberteils presst die Blechplatine an ein Wasserkissen, zieht sie beim Eintauchen mit sich und bringt so exakt die gewünschte Geometrie auf das Ziehteil auf.
Aufgrund der verteilten Pressung des Blechs an den Stempel durch das Wirkmedium verschiebt sich die Lage des kritischen Ziehbereichs vom Werkstückboden hin zum Ziehradius. Daher lassen sich höhere Ziehverhältnisse als beim klassischen Ziehverfahren realisieren, und das bei geringeren Herstellungskosten aufgrund des relativ kleinen Bauraums. Die erreichbaren Pressenkräfte sind jedoch geringer als bei herkömmlichen Anlagen, weshalb sich nur eine beschränkte Auswahl an Blechteilen mit dieser Technologie fertigen lässt.
Beim Explosivumformen und dem artverwandten Hydrosparkverfahren wird statt des langsamen Druckanstieges ein Druckimpuls im Wasser ausgelöst. Beim Hydrosparkverfahren geschieht das nicht durch Sprengstoff, sondern durch eine elektrische Entladung im Wasser. Die Presskräfte sind hier nicht begrenzt und die hohe Umformgeschwindigkeit gestattet auch die Bearbeitung schwieriger Werkstoffe wie Titan- und Zirkonlegierungen.
Siehe auch Innenhochdruckumformen.

## Tiefziehen mit Wirkenergie
Einziges Verfahren ist die Magnetumformung, bei der der Impuls durch magnetische Kräfte direkt im Blech erzeugt wird. Umformbar sind nur elektrisch gut leitfähige Bleche oder man umhüllt das Werkstück mit einem solchen.

## Effekte beim Tiefziehen
Beim Tiefziehen zeigt das Werkstück verschiedene Effekte. Im Wesentlichen kommt es zur Versetzungsbewegung, was zu Festigkeitsveränderungen führen kann. Anisotrope (richtungsabhängige) Werkstoffeigenschaften beeinflussen zum einen die Tiefziehqualität und zum anderen das Bauteilverhalten. Dies lässt sich nachweisen, indem man die verschiedenen Kräfte misst, die nötig sind, ein Wandstück aus einem Tiefziehteil (z. B. Joghurtbecher) zu zerreißen: Kunststoffe werden in Richtung der Dehnung gestreckt, deren Makromoleküle richten sich teilweise parallel zueinander in Richtung der Kraft aus. Bei teilkristallinen Kunststoffen wird dadurch auch der Grad der Kristallinität erhöht.
Ein teilweise gewünschter Effekt ist der Aufbau von latenten Spannungen durch Versetzungsbewegung im Werkstück (Kaltverfestigung bei Metallen).

## Anwendungsbereiche
Das Tiefziehen kommt in unterschiedlichsten Bereichen zum Einsatz. Dazu gehören:
- Busse (Beispielteile: Sitzschalen, Verkleidungsteile)
- Caravans (Beispielteile: Heckleuchtenträger, Nasszellen)
- Flugzeuge (Beispielteile: Rückenlehne, Verkleidungsteile)
- Heizungs-Sanitärbauteile (Beispielteile: Gasthermenverkleidung, Wärmepumpenverkleidung)
- Logistik (Beispielteile: Werkstückträger, Verpackungstrays)
- Züge (Beispielteile: Verkleidungsteile, Sitzschalen)

Ein weiteres klassisches Beispiel sind Kfz-Karosserieteile, wobei beim Karosserieteil fast immer eine Kombination aus dem klassischen Tiefziehen und dem Streckziehen zur Anwendung kommt. Man nennt diese Kombination deshalb auch Karosserieziehen.

## Materialien
Es können verschiedenste Werkstoffe verwendet werden. Dazu gehören:
- Stahl
- Aluminium
- ABS-Kunststoff
- Polycarbonat
- Polyethylen
- Polypropylen
- Polymethylmethacrylat
- Polyethylenterephthalat
- Polystyrol